# Eleocharis antunesii
Eleocharis antunesii là loài thực vật có hoa trong họ Cói. Loài này được H.E.Hess mô tả khoa học đầu tiên năm 1953.